# Eupithecia riparia
Eupithecia riparia là một loài bướm đêm trong họ Geometridae.